# Euonymus boninensis
Euonymus boninensis là một loài thực vật có hoa trong họ Dây gối. Loài này được Koidz. mô tả khoa học đầu tiên năm 1918.